# Aerodromio
Aerodromio (gr: Αεροδρόμιο) – stacja metra ateńskiego na linii 3 (niebieskiej). Została otwarta 30 lipca 2004. Stacja znajduje się na terenie Portu lotniczego Ateny. Początkowo została otwarta jako stacja kolei podmiejskiej Proastiakos na trasie Lotnisko – Kiato, a kursy metra rozpoczęły się we wrześniu 2006. Jest to wschodnia stacja końcowa linii.